# Bayala
Bayala (nep. बयला) – gaun wikas samiti w zachodniej części Nepalu w strefie Seti w dystrykcie Achham. Według nepalskiego spisu powszechnego z 2011 roku liczył on 759 gospodarstw domowych i 3948 mieszkańców (2116 kobiet i 1832 mężczyzn).